# Tautisaari
Tautisaari är en halvö i Finland. Den ligger i sjön Aapajärvi och i kommunen Torneå i den ekonomiska regionen  Kemi-Torneå  och landskapet Lappland, i den norra delen av landet, 700 km norr om huvudstaden Helsingfors.